# Télé Millevaches
Télé Millevaches est une télévision associative française établie sur le territoire du plateau de Millevaches, situé en Limousin, au nord-est de la région Nouvelle-Aquitaine. Son activité concerne essentiellement ce territoire de basse et moyenne montagne, rural et enclavé, partagé entre les départements de la Corrèze, de la Creuse et de la Haute-Vienne. 
Télé Millevaches ne dispose pas de canal de diffusion, et propose ses programmes en ligne et sur supports d'enregistrement.
Fondée en 1986, il s'agit de l'une des plus anciennes télévisions associatives de France, avec ASTV Grande-Synthe (1984) et Télé Bocal (1995).

## Description
Télé Millevaches est une association, créée en 1986, dont l’objet est de « contribuer à la revitalisation du territoire de Millevaches » selon trois principes  :
- Faire circuler l’information entre les différentes communes du plateau et entre les habitants eux-mêmes, en portant témoignages des initiatives, des expériences et de l’actualité locale et en proposant également une information adaptée venant d’autres régions ;
- Susciter débats et réflexions, en traitant des sujets qui sont des enjeux de développement pour la région, en interviewant les acteurs et en apportant des éléments de réflexion et d’action ;
- Valoriser l’image du pays : en mettant en évidence les différentes facettes de la vie locale et en diffusant à l’extérieur de la région l’image de ce territoire. Le regard de TMV est un regard attentif qui se veut à la fois positif et critique.

Après des cassettes, des DVD peuvent être empruntés gratuitement dans les mairies du plateau de Millevaches. « Des projections publiques, des débats, des ateliers d'éducation aux médias, des formations à la réalisation de reportages et la participation de tout un chacun à ses activités. Pas de scoops, mais une attention exigeante aux questions qui comptent : les services au public, l'accueil de nouvelles populations, l'histoire, l'aménagement du territoire. »

## Histoire

### Les débuts
Ainsi en 1986, un groupe d’habitants des communes de Faux-la-Montagne, Peyrelevade et Gentioux-Pigerolles ressent la nécessité et l’envie de dynamiser le territoire sur lequel ils vivent, de favoriser la communication entre des habitants éloignés géographiquement mais aussi de mettre en valeur le patrimoine, les actions culturelles et les initiatives innovantes mises en place sur le plateau de Millevaches.
C'est pour répondre à ces objectifs que ce groupe, dont l'un de ses membres est Michel Lulek, de créer ce qui est considéré comme une des premières expériences de télévision locale en France. En 1988, Franz-Olivier Giesbert qualifie Télé Millevaches de « Télévision faite par des gens intelligents » en précisant : « C’est la télévision de demain ».
L'un des objectifs de l'époque était de revaloriser l’image que les habitants avaient de leur propre lieu de vie et de montrer que ce secteur rural savait accueillir de nouveaux habitants. À cela venait s’ajouter l’utilité de se doter d’un outil capable de favoriser le débat et la réflexion autour de ces questions.
Le groupe s’engage donc dans la conception d’un magazine vidéo mensuel d’informations locales, le Magazine du Plateau, avec un premier numéro en avril 1986. Le fonctionnement est assuré au départ par des bénévoles accompagnés par des objecteurs de conscience. Le projet suscite rapidement un vif intérêt auprès de la population et des élus qui voient dans ce projet un nouvel outil au service du territoire.

### Ère numérique
En 2013, Télé Millevaches engage avec la Fondation du patrimoine un appel au mécénat populaire visant à réunir des fonds pour sauvegarder les archives audiovisuelles produites depuis la création de la télévision en 1986.
En 2017, Le Parisien classe Télé Millevaches comme la doyenne des télévisions associatives en France.
En 2023, alors que la diffusion des reportages connaît un succès via les réseaux sociaux, il est fait état de difficultés financières notables, dues à la non reconduction de subventions publiques et à la fin des emplois associatifs. Certains observateurs locaux établissent un parallèle entre cet assèchement des soutiens budgétaires et un « chantage au financement » qu'opérerait l'administration préfectorale à l'encontre d'associations du plateau de Millevaches jugées hostiles au pouvoir en place, dans le cadre de la mise en place du « contrat d'engagement républicain »,.

### Identité graphique

Ancien logo de Télé Millevaches

## Réalisations
Depuis 1986, Télé Millevaches a réalisé plus de 1 500 reportages. Trois grandes périodes peuvent être distinguées :
- De 1986 à 1993, le média ne couvre que quatre communes : Faux-la-Montagne, Peyrelevade, Gentioux-Pigerolles et Féniers. Il produit chaque mois Le journal (no 0 à no 80), dont le format varie de 20 minutes à plus d'une heure et comprend plusieurs reportages.
- En 1993, la couverture s'étend à la Montagne limousine. Le journal est rebaptisé Le magazine du plateau (no 1 à no 239). Les reportages sont accompagnés d'échanges réalisés en plateau dans les conditions du direct, où sont présentés depuis un lieu choisi.
- Depuis 2018, les reportages sont diffusés indépendamment les uns des autres et sans périodicité.

L'ensemble des reportages de Télé Millevaches sont consultables sur le site Internet de l'association.

### Radio
- « Changement de décor - Le Plateau de Millevaches 1/2 : (…) 2- De Télé Millevaches au cyberespace », Les nuits de France Culture (deuxième heure), 20 octobre 2022, première diffusion les 3 et 4 novembre 1997.